# Pesthy István
Koronczói Pesthy István (Déva, 1906. augusztus 18. – Budapest, 1972. február 2.) orvos, szájsebész, fogszakorvos, politikai karikatúra-rajzoló.

## Élete
Pesthy Mihály (1864–1930) gyógyszerész és Thinagl Szerafin (1880–1956) gyógyszerésznő gyermekeként született nemesi családban. 1915-ben családjával Isaszegre költözött.
A fővárosban és Debrecenben végezte felsőfokú orvosi tanulmányait, 1936-tól fogva 1972-ben bekövetkező haláláig a Budapesti Tudományegyetem Fogászati, Sebészeti, később a Szájsebészeti Klinikán volt orvos. Legelső rajzait fiatalon készítette, tizenhat évesen már több meg is jelent. A Horthy-korszakban különböző periodikák ismert karikaturistája volt, egy időben Falus néven alkotott. 1942 és 1944 között a 8 Órai Újság alkalmazta, ekkortájt két éven keresztül a Haruspex című orvosi vicclap szerkesztője volt, 1944-ben a 9 számot megélő Pesti Posta c. élclap jelent meg az ő szerkesztésében. A nyilas rémuralom idején a lapot betiltották, Pesthyt a Gestapo letartóztatta, és a Kis Majestic szállóban kínozták. A háborút követően ismét praktizált, 1972-ben hunyt el.
A Farkasréti temetőben nyugszik, sírkövét Búza Barna készítette el (6/3-as parcellájában 1-21/22-es sírhely).